# Питсбург (Оклахома)
Питсбург (енгл. Pittsburg) град је у америчкој савезној држави Оклахома.

## Демографија
По попису из 2010. године број становника је 207, што је 73 (-26,1%) становника мање него 2000. године.
| Група             | 2000.       | 2010.       |
| Белци             | 184 (65,7%) | 148 (71,5%) |
| Афроамериканци    | 0 (0,0%)    | 0 (0,0%)    |
| Азијати           | 0 (0,0%)    | 0 (0,0%)    |
| Хиспаноамериканци | 6 (2,1%)    | 1 (0,5%)    |
| Укупно            | 280         | 207         |